# Dalila Abdulkadir
Dalila Abdulkadir (ur. 27 czerwca 1998) – bahrajńska lekkoatletka specjalizująca się w biegach długodystansowych. Uczestniczka Letnich Igrzyskach Olimpijskich 2016 w Rio de Janeiro w biegu na 5000 metrów; biegu nie ukończyła.

## Osiągnięcia
| Rok  | Impreza                                               | Miejsce | Konkurencja         | Lokata     | Wynik   |
| ---- | ----------------------------------------------------- | ------- | ------------------- | ---------- | ------- |
| 2014 | Letnie Igrzyska Olimpijskie Młodzieży                 | Nankin  | bieg na 1500 metrów | 3. miejsce | 4:18.36 |
| 2015 | Mistrzostwa Świata Juniorów Młodszych w Lekkoatletyce | Cali    | bieg na 1500 metrów | 2. miejsce | 4:13.35 |

## Rekordy życiowe
- 1500 m – 4:09.58 (2016)
- 3000 m – 8:46.42 (2016)
- 5000 m – 15:10.79 (2016)
- 15 km – 49:10 (2017)
- Półmaraton – 1:08:12 (2018)
- Maraton – 2:25:35 (2018)